# Jules Renard
Pierre-Jules Renard (22 de Fevereiro de 1864 em Châlons du Maine, Mayenne, França - 22 de Maio de 1910, em Paris, França) foi um escritor francês.
Foi co-fundador do Mercure de France, a sua amizade com E. Rostand despertou o seu interesse pelo teatro (Le Pain de Ménage) (1898) Plaisir de Rompre (1897).
As suas narrações incluem descrições naturalistas da Normandia e análises realistas dos ciclos intelectuais e burgueses da cidade de Paris. Outra obras importantes foram: Poil de Carotte (1894), em que narra a marginalização a que é submetida uma criança ruiva.
Moralista amargo, nas suas obras procede por justaposição de imagens, breves e incisivas. Publicou o romance Poil de Carotte em 1894, que adaptou ao teatro em 1900. Os inúmeros volumes do seu Diário (1887-1910) caracterizam-se por um invariável estilo lacónico. A sua dramaturgia é considerada a mais representativa do teatro naturalista: Le Plaisir de rompre (1897), Le Pain de ménage (1898) e La Bigote (1909).